# 国分寺市立第二小学校
国分寺市立第二小学校（こくぶんじしりつ だいにしょうがっこう）は、東京都国分寺市光町にある公立小学校である。

## 概要
1873年（明治6年）に寺子屋から発足した里仁（りじん）学校が前身となっている。国分寺市内で最古の学校であるだけでなく、都内でも有数の歴史ある小学校である。開校以後、里仁学舎、里仁尋常小学校、村立里仁尋常高等小学校、村立国分寺尋常高等小学校、国分寺町立国分寺国民学校西分教場、国分寺町立国分寺第二国民学校、国分寺町立国分寺第二小学校と校名と、立地を変えながら歴史を重ねてきた。また、1968年（昭和43年）までに第五、第六、第八小学校が、本校より独立した。

### 校章の由来
国分寺の名にふさわしい国分寺の薬師如来（国の重要文化財）の光景を七角形にデザインしたものである。仏像の体の周りから発した光は非常に遠くまで達するといわれ、それを形象化したもので、仏の知恵を表現している。

## 建学の精神
発足当初の校名「里仁（りじん）」は、『論語』里仁篇から生まれた名前である。意味を考えると、「里」はたくさんの人々が集う「場」の意で、「仁」は、相手のことを自分のこととして考えられる「深い思いやりの心」を表している。「里仁」には、学問を身に付けるだけでなく、人として大事な「思いやりの心」を育む教育を重んじてほしいという、本校建学の熱い思いが込められている。

## 沿革
- 1874年（明治7年）- 里仁学舎が野中新田（現在の国分寺市並木町）の鳳林院に発足する[5]。
- 1886年（明治19年） - 里仁学舎が里仁尋常小学校に改称[6]。
- 1897年（明治30年） - 里仁尋常小学校が榎戸新田字富士本（現在の富士本）の旧浅間神社の境内に移転[7][8][注 2]
- 1899年（明治33年） - 新中藤尋常小学校と合併、里仁尋常小学校とする[7]。
- 1901年（明治34年） - 里仁尋常小学校に高等科を併設（尋常科4年・高等科2年）[9]。
- 1914年（大正3年） - 国分寺尋常高等小学校西分教場（尋常科4年）設立[10][11]。国分寺尋常高等小学校と里仁尋常高等小学校を合併し、国分寺尋常高等小学校（尋常科5・6年、高等科1・2年）とし、現在の国分寺市立第一中学校位置へ移転[10]。
- 1928年（昭和2年） - 西分教場が富士本から平兵衛新田（現在の光町）の現在地に移転[12]。
- 1944年（昭和19年）- 西分教場を国分寺町立国分寺第二国民学校へ改称[13]。
- 1947年（昭和22年） - 学制改革により国分寺町立国分寺第二小学校へ改称[13]。
- 1950年（昭和25年） - 校章制定。
- 1964年（昭和39年） - 市制施行により、国分寺市立第二小学校と改称。
- 1988年（昭和63年） - わかば学級を開設。

## アクセス
JR中央線国立駅北口より戸倉循環（稲荷神社廻り）バス（国23[立川バス]）もしくは国北町公園行きバス（国24-2[立川バス]）乗車後「国分寺第二小学校」バス停下車すぐ。

## 校歌
- 作詞　土岐 善麿
- 作曲　信時 潔

## 著名な卒業生
- 忌野清志郎 - ロックミュージシャン、RCサクセションリーダー
- 坂本真二郎 - 作詞家、作曲家、音楽家